# Na shledanou tam nahoře
Na shledanou tam nahoře (v originále Au revoir là-haut) je francouzské komediální drama z roku 2017, které režíroval Albert Dupontel podle stejnojmenného románu Pierra Lemaitra oceněného Goncourtovou cenou. Snímek měl světovou premiéru 27. července 2017.

## Děj
V roce 1920 je bývalý účetní Albert Maillard, který právě uprchl z Francie, vyslýchán důstojníkem francouzského četnictva v Maroku. Vypráví mu svůj příběh a příběh Édouarda Péricourta, brilantního kreslíře z vyšší střední třídy.
Jejich přátelství v zákopech první světové války poznamená událost z 9. listopadu 1918 těsně před koncem války. Albert je svědkem zločinu. Poručík Henri d'Aulnay-Pradelle, i když obdrží rozkaz k zastavení palby, přesto zahájí poslední ofenzívu proti Němcům, kteří čekají na příměří stejně jako Francouzi, ale zabili dva zvědy. Albert však ví, že právě poručík je střelil do zad. Během ofenzivy Pradelle strčí Alberta do díry po granátu, který je tak pohřbem zaživa. Édouard zachrání Alberta před smrtí, ale přitom mu šrapnel znetvoří obličej. Pradelle chce nechat Péricourta zabít na bitevním poli, aby mohl zneužít jeho otce a založit pohřební firmu. Albert rozšíří zvěst, že Édouard zemřel a změnil mu jméno na Larivière, aby poručík nic netušil. Po návratu do Paříže se Pradelle provdá za Péricourtovu dceru a založí své podnikání.
Po demobilizaci žijí Albert a Édouard s obtížemi v Paříži. Edouard je závislý na morfiu, které Albert začne krást válečným raněným. Albert přišel o práci účetního a jeho snoubenka ho podvedla a opustila.
Oba nakonec díky talentu Édouarda a houževnatosti Alberta vytvoří finanční podvod spojený s bankovním podvodem. Účastní se celostátní soutěže na válečné pomníky pro obce, které se však nerealizují.
Pradelle získá státní zakázku na přenesení ostatků francouzských vojáků pohřbených v provizorních hrobech na bitevním poli na vojenské hřbitovy. K vlastnímu obohacení však využívá i prázdné rakve nebo mrtvoly německých vojáků.
Jeden z podvodných pomníků navržených Édouardem je vybrán jako upomínkové dílo ve městě, kde se narodil. Sponzorem tohoto pomníku je jeho otec Marcel Péricourt, který si tímto gestem přeje uctít svého syna, o kterém si myslí, že je mrtvý.
Édouardovi a Albertovi přicházejí peníze jako záloha na pomníky hromadně z celé Francie. Oba komplicové plánují odjet 14. července do ciziny. Mezitím Pradellovy podvody odhalí státní úředník Joseph Merlin, kterého anonymně na stopu přivedli Édouard a Albert.
Události nabírají spád. Noviny odhalují možný rozsáhlý podvod. Marcel Péricourt se dozví, že byl podveden, a požádá svého zetě Pradella, nyní také obviněného z podvodu, aby našel viníky. Ten vypátrá Édouarda, který se v Hôtelu Lutetia připravuje s Albertem na útěk do zahraničí.
Před odjezdem Albert vyhledá Pradella na hřbitově. Když k němu Albert přistoupí a hrozí mu revolverem, Pradelle spadne do jámy, kde skončí pohřbený zaživa.
Marcel Péricourt se rozhodne odejít do hotelu, kde přebývají oba muži. Zdá se mu, že na spodku kreseb v katalogu pomníků poznal podpis svého syna. Je to skutečně Édouard, kterého najde na terase pokoje. Oba muži se obejmou, ale najednou se Édouard vrhne z terasy.
Albertovi se podaří uprchnout do Maroka, kde je však zatčen. Na konci svého dlouhého příběhu četnický důstojník Albertovi prozradí, že mladší ze dvou zvědů sestřelených Pradellem byl jeho syn.

## Obsazení
| Nahuel Pérez Biscayart | Édouard Péricourt               |
| Albert Dupontel        | Albert Maillard                 |
| Laurent Lafitte        | Henri d'Aulnay-Pradelle         |
| Niels Arestrup         | Marcel Péricourt                |
| Émilie Dequenneová     | Madeleine Péricourt             |
| Mélanie Thierry        | Pauline, služka u Péricourtů    |
| André Marcon           | četnický důstojník              |
| Michel Vuillermoz      | Joseph Merlin                   |
| Kyan Khojandi          | Dupré, Pradellův spolupracovník |
| Philippe Uchan         | Labourdin, starosta 8. obvodu   |
| Carole Franck          | sestra Hortense                 |
| Philippe Duquesne      | četník na nádraží               |
| Gilles Gaston-Dreyfus  | starosta na hřbitově            |
| Frédéric Épaud         | dodavatel katalogů              |
| Frans Boyer            | seržant                         |
| Bing Yin               | Číňan                           |
| Travis Kerschen        | Arnaud Dulac-Fennel             |

## Ocenění
- Mezinárodní filmový festival v San Sebastianu: výběr do oficiální soutěže
- Cinemania Festival v Montrealu: Mel Hoppenheim Grand Prize (cena diváků)
- César: nejlepší režie (Albert Dupontel), nejlepší adaptace (Albert Dupontel a Pierre Lemaître), nejlepší výprava (Pierre Quefféléan), nejlepší kostýmy (Mimi Lempicka), nejlepší kamera (Vincent Mathias), nominace v kategoriích nejlepší film, nejlepší herec (Albert Dupontel), nejlepší herečka ve vedlejší roli (Mélanie Thierry), nejlepší herec ve vedlejší roli (Niels Arestrup a Laurent Lafitte), nejlepší filmová hudba(Christoph Julien), nejlepší střih (Christophe Pinel), nejlepší zvuk (Jean Minondo, Gurwal Coïc-Gallas, Cyril Holtz, Damien Lazzerini)
- Prix Historia za hraný film